# Buddhismus in Europa
In Europa findet der Buddhismus seit dem Zweiten Weltkrieg auch wegen seiner spirituellen Praxis in Form der Meditation immer mehr Anhänger. Gleichzeitig steigt das Interesse an der wissenschaftlichen Auseinandersetzung mit dem Buddhismus, der Buddhismuskunde.

## Historische Entwicklung
Im 17. Jahrhundert kam es durch die aus Asien zuwandernden Torguten bzw. Kalmücken zur Ansiedlung von Buddhisten im Osten Europas an der unteren Wolga.
Im übrigen Europa wurden – im Unterschied zu Amerika, wo die ersten größeren buddhistischen Gemeinden von Einwanderern aus Ostasien gegründet wurden – buddhistische Gemeinden zunächst von Europäern gegründet.
Im deutschen Sprachraum begann ein erstes Interesse am Buddhismus während der Romantik. Arthur Schopenhauer gilt als der Pionier einer ernsthaften Auseinandersetzung mit den Lehren des Buddha.
Großbritannien, Frankreich, Portugal, die Niederlande und Russland waren durch ihre imperialen Bestrebungen in den buddhistischen Kulturraum eingedrungen. Daher wirkten in diesen Ländern zahlreiche Pioniere des europäischen Buddhismus. Die ersten buddhistischen Bücher für ein breiteres Publikum, jenseits der akademischen, indologischen Kreise erschienen gegen Ende des 19. Jahrhunderts. Ab den 1880ern konvertierten einzelne Europäer zum Buddhismus.
Mit Beginn des 20. Jahrhunderts bildeten sich in diesen Ländern und in Deutschland die ersten buddhistischen Organisationen und Vereine. Einzelne europäische Männer und später auch Frauen traten in buddhistische Orden ein, um Mönch oder Nonne zu werden. Andere widmeten sich der Übersetzung buddhistischer Schriften in die Landessprache, damit diese größeren Kreisen von Buddhismusinteressierten zugänglich wurden.
Buddhistische Gelehrte aus Asien, Mönche und Lehrer kamen vereinzelt nach Europa, um vor kleinen Kreisen Interessierter ihre Vorträge zu halten. Abgesehen von den Kalmücken (auch in der Emigration in Teilen Russlands sowie im Raum Belgrad) gab es bis zur Mitte des 20. Jahrhunderts die meisten buddhistischen Aktivitäten in Europa in Deutschland, gefolgt von Großbritannien.
Nach dem Zweiten Weltkrieg kam es zu einer Intensivierung dieser Trends, die sich schon zu Beginn des Jahrhunderts angedeutet hatten. Neben der durch die Ereignisse des Weltkriegs ausgelösten Suche nach alternativen Sinnstiftern müssen die Ausweitung internationaler Kontakte, insbesondere durch Kommunikation, Handel und Tourismus, und die durch kriegerische Ereignisse in Asien ausgelösten Flüchtlingsströme – vor allem nach Frankreich – als fördernde Faktoren für die Ausbreitung des Buddhismus in Europa gesehen werden. Während in den 1960ern Meditation und Zen-Buddhismus populär wurden, fand in den 1970ern der Lamaismus Anhänger auch in Europa.
Zu Beginn des 21. Jahrhunderts genießen buddhistische Organisationen in einigen Ländern Europas gleiche oder annähernd gleiche Anerkennung wie das traditionelle Christentum; in anderen Ländern wird die Forderung nach gesetzlicher Anerkennung und gesellschaftlicher Gleichstellung zunehmend nachdrücklicher erhoben.

## Buddhismus heute
Kalmückien ist die einzige mehrheitlich buddhistische Region in Europa. Ansonsten ist der Buddhismus heute insbesondere in den größeren Städten Mittel- und Westeuropas vertreten, im geringeren Maße auch in Südeuropa. Deutlich schwächer ist der Buddhismus in den Bereichen der christlich-orthodox geprägten Kulturen Ost- und Südosteuropas.
Im deutschen Sprachraum finden sich buddhistische Gruppen und Zentren nicht nur in den größeren Städten Deutschlands, Österreichs und der Schweiz.
Die 1975 begründete Europäische Buddhistische Union setzt sich zum Ziel, die buddhistischen Organisationen in Europa miteinander zu vernetzen und einen Diskurs über die nachhaltige Inkulturation des Buddhismus in Europa in Gang zu bringen.

## Buddhismus in Europa in Zahlen
| Region                     | Gesamtbevölkerung | Buddhisten                                                             | % der Buddhisten in der Region | Anmerkung                                                                                    |
| -------------------------- | ----------------- | ---------------------------------------------------------------------- | ------------------------------ | -------------------------------------------------------------------------------------------- |
| Belgien                    | 10.666.866        | 30.000 (Schätzung 2012)                                                | 0,3 %                          | Antrag auf staatliche Anerkennung 2008                                                       |
| Deutschland                | 82.438.000        | 270.000 (Schätzung 2012)                                               | 0,3 %                          | überwiegend Einwanderer aus asiatischen Ländern                                              |
| England und Wales          | 56.075.912        | 247.743 (Zählung 2011)                                                 | 0,4 %                          |                                                                                              |
| Frankreich                 | 60.650.000        | 280.000–770.000 (Schätzung 2010)                                       | 0,5–1,2 %                      | überwiegend chinesische und vietnamesische Immigranten                                       |
| Island                     | 305.309           | 1.240 (Zählung 2014)                                                   | 0,4 %                          | 3 Organisationen: Buddhist Association of Iceland, Zen in Iceland, Soko Gakkai International |
| Italien                    | 60.054.511        | 50.000 (Schätzung 2014)                                                | <0,1 %                         |                                                                                              |
| Niederlande                | 17.591.394        | 57.500 (Zählung 2014)                                                  | 0,00032 %                      | überwiegend chinesische, thailändische und vietnamesische Immigranten                        |
| Norwegen                   | 5.425.270         | 21.567 (Zählung 2021)                                                  | 0,4 %                          | Zunahme 2017 bis 2021: 24,3 %                                                                |
| Österreich                 | 8.220.000         | 10.402 (Zählung 2001)                                                  | 0,1 %                          | davon 44 % Ausländer. 1983 staatlich anerkannt                                               |
| Polen                      | 38.626.349        | 10.771 (Zählung 2011)                                                  | <0,1 %                         |                                                                                              |
| Russland einschl. Sibirien | 142.008.838       | <700.000–1.500.000 (Schätzung 2013; inkl. asiatischer Teile Russlands) | 0,5–1,1 %                      | 1741 anerkannt. u. a. Burjaten, Kalmücken, Tuviner                                           |
| Schweiz                    | 7.415.100         | 21.000 (Zählung 2001)                                                  | 0,3 %                          |                                                                                              |

## Bibliographie
- Martin Baumann: Buddhism in Europe: Past, Present, Prospects. In: Westwards Dharma: Buddhism beyond Asia. University of California Press, 2002.
- Martin Baumann (2001): Global Buddhism: Developmental Periods, Regional Histories, and a New Analytical Perspective. (PDF; 1,0 MB) In: Journal of Global Buddhism. 2, S. 1–43.
- Todd M. Johnson, Brian J. Grim: The World’s Religions in Figures: An Introduction to International Religious Demography. Wiley-Blackwell, Hoboken, NJ 2013, S. 34–36 (englisch, com.au [PDF; abgerufen am 2. September 2013]).